# Sankaran
Sankaran (o Sankara) és una regió de Guinea, a l'oest del riu Milo i al sud de Kouroussa.
Fou domini de Samori Turé des de 1880. El 1891, després de la conquesta francesa de Kankan, la província va manifestar certa hostilitat a l'almamy i molts caps es van sotmetre a França.